# Liste der Naturdenkmale in Bad Schussenried
| Naturdenkmale | Anzahl |
| ------------- | ------ |
| FND           | 2      |
| END           | 3      |
| Gesamt        | 5      |

Die Liste der Naturdenkmale in Bad Schussenried nennt die verordneten Naturdenkmale (ND) der im baden-württembergischen Landkreis Biberach liegenden Stadt Bad Schussenried. In Bad Schussenried gibt es insgesamt fünf als Naturdenkmal geschützte Objekte, davon zwei flächenhafte Naturdenkmale (FND) und drei Einzelgebilde-Naturdenkmale (END).
Stand: 31. Oktober 2016.

## Flächenhafte Naturdenkmale (FND)
| Name                     | Bild | Kennung     | Einzelheiten     | Position | Fläche Hektar | Datum         |
| ------------------------ | ---- | ----------- | ---------------- | -------- | ------------- | ------------- |
| Riedwald                 | BW   | 84260140001 | Bad Schussenried | ⊙        | 5,7           | 20. Jan. 1938 |
| Schussenursprung         |      | 84260140002 | Bad Schussenried | ⊙        | 1,1           |               |
| Legende für Naturdenkmal |      |             |                  |          |               |               |

## Einzelgebilde (END)
| Name                                          | Bild | Kennung     | Einzelheiten     | Position | Fläche Hektar | Datum         |
| --------------------------------------------- | ---- | ----------- | ---------------- | -------- | ------------- | ------------- |
| Findling, Erratischer Block                   |      | 84260140000 | Bad Schussenried | ⊙        | 0,0           | 18. Jan. 1937 |
| Pappelallee am Damm (20 Bäume)                | BW   | 84260140004 | Bad Schussenried | ⊙        | 0,0           |               |
| 1 Linde an der Kreuzung Otterswang-Hopferbach | BW   | 84260140005 | Bad Schussenried | ⊙        | 0,0           |               |
| Legende für Naturdenkmal                      |      |             |                  |          |               |               |